# Lista de símbolos matemáticos
| Símbolo em HTML                               | Símbolo em TEX                  | Nome                        | Lido como                                            | Conceito                     | Definição | Aplicação |
| --------------------------------------------- | ------------------------------- | --------------------------- | ---------------------------------------------------- | ---------------------------- | --- | --- |
| =                                             | =                               | Igualdade                   | É igual a; igual                                     | qualquer operação            | {\displaystyle x=y} significa {\displaystyle x} e {\displaystyle y} representam a mesma coisa ou o mesmo valor {\displaystyle x} e {\displaystyle y} são nomes diferentes para a exata mesma coisa.                                                   | 2=2 1+1=2 35-5=30 |
| ≠                                             | \ne                             | Inequação                   | Não é igual a; diferente                             | qualquer operação            | {\displaystyle x\neq y} significa que {\displaystyle x} e {\displaystyle y} não representam a mesma coisa ou o mesmo valor. (As formas !=, /= ou <> são geralmente usadas em programação onde facilita a digitação e são preferidas no uso do ASCII.) | 2+2≠5 36-5≠30 |
| < >                                           | < >                             | Desigualdade                | É menor que; é maior que                             | Teoria da Ordem              | x<y significa que x é menor que y. x>y significa que x é maior que y. | 1<2 4>3 |
| < >                                           | < >                             | Subgrupo apropriado         | é um subgrupo adequado de                            | Teoria dos grupos            | {\displaystyle H<G} significa que {\displaystyle H} é um subgrupo adequado de {\displaystyle G.} (Um subgrupo apropriado de um grupo G é um subgrupo H, que é um subconjunto apropriado de G (isto é, {\displaystyle H\neq G}).)                      | 4Z<Z A<B |
| {\displaystyle \ll } {\displaystyle \gg }     | \ll \gg                         | enorme Desigualdade estrita | é muito menor que; é muito maior que                 | Teoria da Ordem              | {\displaystyle x\ll y} significa que x é muito menor que y. {\displaystyle x\gg y} significa que x é muito maior que y. | {\displaystyle 1\ll 1000000} |
| {\displaystyle \ll } {\displaystyle \gg }     | \ll \gg                         | Comparação assintótica      | é de uma ordem inferior a; é de uma ordem superior a | Teoria analítica dos números | f ≪ g significa que o crescimento de f é assintoticamente delimitado por g. (Esta é a notação de I M Vinogradov. Outra anotação é a notação assintótica do Big O, que se parece com f = O(g).)                                                        | {\displaystyle x\ll e^{x}} |
| ≤ ≥                                           | \le \ge                         | Desigualdade                | É menor ou igual a; é maior ou igual a               | Teoria da Ordem              | x ≤ y significa que x é menor ou igual a y. x ≥ y significa que x é maior ou igual a y. (As formas "<=" e ">=" são geralmente utilizado em linguagens de programação, onde a facilidade de uso e de digitação de texto ASCII é preferido.)            | {\displaystyle 3\leq 4} {\displaystyle 5\leq 5} {\displaystyle 5\geq 4} {\displaystyle 6\geq 6}                                                     |
| ≤ ≥                                           | \le \ge                         | Subgrupo                    | é um subgrupo de                                     | Teoria dos grupos            | {\displaystyle H\leq G} significa que ''H'' é um subgrupo de ''G''. | {\displaystyle Z\leq Z} |
| ≤ ≥                                           | \le \ge                         | Redução                     | é redutível a                                        | Complexidade computacional   | A ≤ B significa que o problema A pode ser reduzido para o problema B. ( Subscritos podem ser adicionados à ≤ para indicar qual tipo de redução.) | Se {\displaystyle \exists f\in F{\mbox{ . }}\forall x\in \mathbb {N} {\mbox{ . }}x\in A\Leftrightarrow f(x)\in B} então {\displaystyle A\leq _{F}B} |
| {\displaystyle \leqq } {\displaystyle \geqq } | \leqq \geqq                     | Relação de congruência      | ...é inferior a ... é maior do que...                | Aritmética modular           | 7k ≡ 28 (mod 2) só é verdadeiro se k é um inteiro par. Suponha que o problema requer k ser não-negativo, o domínio é definido como 0 ≦ k ≦ ∞. | 10a ≡ 5 (mod 5) para 1 ≦ a ≦ 10 |
| +                                             | +                               | Adição                      | Mais                                                 | Aritmética                   | 4 + 6 = 10 significa que se somar 4 a 6, a soma, ou resultado, é 10. | 43 + 65 = 108; 2 + 7 = 9 |
| −                                             | \minus                          | Subtração                   | Menos                                                | Aritmética                   | 9 − 4 = 5 significa que se subtrair 4 de 9, o resultado será 5. O sinal − é único porque também denota que um número é negativo. Por exemplo, 5 + (−3) = 2 significa que se somar cinco e menos três, o resultado será dois.                          | 36 − 5 = 31 36 − 55 = -19 |
| ÷ ou /                                        | /                               | Divisão                     | dividido por                                         | Aritmética                   | 6 ÷ 3 = 2 ou 6 ⁄ 3 = 2 significa que se dividir 6 por 3, o resultado é 2. | 100 ÷ 2 = 50 |
| ⇒ →                                           | \rightarrow \Rightarrow         | Implicação material         | Implica que; se..., então                            | lógica proposicional         | A ⇒ B significa: se A for verdadeiro então B é também verdadeiro; se A for falso então nada é dito sobre B. → pode ter o mesmo significado de ⇒, ou pode ter o significado que mencionamos mais abaixo sobre as funções                               | x = 2 ⇒ x² = 4 é verdadeiro, mas x² = 4 ⇒ x = 2 é em geral falso (visto que x pode ser −2)                                                          |
| ⇔ ↔                                           | \Leftrightarrow \leftrightarrow | equivalência material       | se e somente se                                      | lógica proposicional         | A ⇔ B significa: A é verdadeiro se B for verdadeiro e A é falso se B é falso | x + 5 = y + 2 ⇔ x + 3 = y |
| ∧                                             | \land                           | conjunção lógica            | e                                                    | lógica proposicional         | a proposição A ∧ B é verdadeira se A e B foram ambos verdadeiros; caso contrário, é falsa | n < 4 ∧ n > 2 ⇔ n = 3 quando n é um número natural                                                                                                  |
| ∨                                             | \lor                            | disjunção lógica            | ou                                                   | lógica proposicional         | a proposição A ∨ B é verdadeira se A ou B (ou ambos) forem verdadeiros; se ambos forem falsos, a proposição é falsa | n ≥ 4 ∨ n ≤ 2 ⇔ n ≠ 3 quando n é um número natural                                                                                                  |
| ⊆                                             | \subseteq                       | subconjunto                 | é subconjunto de; está contido                       | teoria dos conjuntos         | {\displaystyle A\subseteq B} significa que cada elemento de A é também elemento de B (A é um subconjunto de B). É possível (mas não obrigatório) que existam elementos em B que não pertençam a A.                                                    | Q ⊆ R |
| ⊂                                             | \subset                         | subconjunto próprio         | é subconjunto próprio de                             | teoria dos conjuntos         | {\displaystyle A\subset B} significa que cada elemento de A é também elemento de B (A é um subconjunto próprio de B). Necessariamente, existe pelo menos um elemento em B que não pertence a A.                                                       | A ∩ B ⊂ A |

| Símbolo                                                     | Nome | lê-se como                                                              | Categoria            |
| ----------------------------------------------------------- | --- | ----------------------------------------------------------------------- | -------------------- |
| ¬ ~                                                         | negação lógica | não                                                                     | lógica proposicional |
| ¬ ~                                                         | a proposição ¬A é verdadeira se e só se A for falso Uma barra colocada sobre outro operador tem o mesmo significado que "¬" colocado à sua frente     |                                                                         |                      |
| ¬ ~                                                         | Exemplo: ¬(A ∧ B) ⇔ (¬A) ∨ (¬B); x ∉ S ⇔ ¬(x ∈ S) |                                                                         |                      |
| ∀                                                           | quantificação universal | para todos; para qualquer; para cada                                    | lógica predicativa   |
| ∀                                                           | ∀ x: P(x) significa: P(x) é verdadeiro para todos os x                                                                                                |                                                                         |                      |
| ∀                                                           | Exemplo: ∀ n ∈ N: n² ≥ n |                                                                         |                      |
| ∃                                                           | quantificação existencial | existe                                                                  | lógica predicativa   |
| ∃                                                           | ∃ x: P(x) significa: existe pelo menos um x tal que P(x) é verdadeiro                                                                                 |                                                                         |                      |
| ∃                                                           | ∃\|x: P(x) significa: existe um único x tal que P(x) é verdadeiro                                                                                     |                                                                         |                      |
| Exemplo: ∃ n ∈ N: n + 5 = 2n                                | |                                                                         |                      |
| Exemplo: ∃ n ∈ N: n 2+ 5 = 2n                               | |                                                                         |                      |
| Exemplo: ∃\|x ∈ N: x + 5 = 6, pois x é único nessa situação | |                                                                         |                      |
| : ⇔                                                         | definição | é definido como                                                         | todas                |
| : ⇔                                                         | x := y significa: x é definido como outro nome para y P :⇔ Q significa: P é definido como logicamente equivalente a Q                                 |                                                                         |                      |
| : ⇔                                                         | Exemplo: cosh x := (1/2)(exp x + exp (−x)); A XOR B :⇔ (A ∨ B) ∧ ¬(A ∧ B)                                                                             |                                                                         |                      |
| { , }                                                       | chavetas de conjunto | o conjunto de ...                                                       | teoria de conjuntos  |
| { , }                                                       | {a,b,c} significa: o conjunto que consiste de a, b, e c                                                                                               |                                                                         |                      |
| { , }                                                       | Exemplo: N = {0,1,3....} |                                                                         |                      |
| { : } { \| }                                                | notação de construção de conjuntos | o conjunto de ... tal que ...                                           | teoria de conjuntos  |
| { : } { \| }                                                | {x : P(x)} significa: o conjunto de todos os x, para os quais P(x) é verdadeiro. {x \| P(x)} é o mesmo que {x : P(x)}.                                |                                                                         |                      |
| { : } { \| }                                                | Exemplo: {n ∈ N : n² < 20} = {0,1,2,3,4} |                                                                         |                      |
| ∅ {}                                                        | conjunto nulo | conjunto vazio                                                          | teoria de conjuntos  |
| ∅ {}                                                        | {} significa: o conjunto sem elementos; ∅ é a mesma coisa                                                                                             |                                                                         |                      |
| ∅ {}                                                        | Exemplo: {n ∈ N : 1 < n² < 4} = {} |                                                                         |                      |
| ∈ ∉                                                         | pertença a conjunto | em; está em; é um elemento de; é um membro de; pertence a ; existe em , | teoria de conjuntos  |
| ∈ ∉                                                         | a ∈ S significa: a é um elemento do conjunto S; a ∉ S significa: a não é um elemento de S                                                             |                                                                         |                      |
| ∈ ∉                                                         | Exemplo: (1/2)−1 ∈ N; 2−1 ∉ N |                                                                         |                      |
| ∪                                                           | união teórica de conjuntos | a união de ... com ...; união                                           | teoria de conjuntos  |
| ∪                                                           | A ∪ B significa: o conjunto que contém todos os elementos de A e também todos os de B, ou seja: é a soma de dois conjuntos.                           |                                                                         |                      |
| ∪                                                           | Exemplo: A ⊆ B ⇔ A ∪ B = B |                                                                         |                      |
| ∩                                                           | intersecção teórica de conjuntos | intersecta com; intersecta                                              | teoria de conjuntos  |
| ∩                                                           | A ∩ B significa: o conjunto que contém todos os elementos que A e B têm em comum                                                                      |                                                                         |                      |
| ∩                                                           | Exemplo: {x ∈ R : x² = 1} ∩ N = {1} |                                                                         |                      |
| \                                                           | complemento teórico de conjuntos | menos; sem; excepto                                                     | teoria de conjuntos  |
| \                                                           | A \ B significa: o conjunto que contém todos os elementos de A que não estão em B                                                                     |                                                                         |                      |
| \                                                           | Exemplo: {1,2,3,4} \ {3,4,5,6} = {1,2} |                                                                         |                      |
| ( ) [ ] { }                                                 | aplicação de função; agrupamento | de                                                                      | teoria de conjuntos  |
| ( ) [ ] { }                                                 | para a aplicação de função: f(x) significa: o valor da função f no elemento x para o agrupamento: execute primeiro as operações dentro dos parênteses |                                                                         |                      |
| ( ) [ ] { }                                                 | Exemplo: Se f(x) := x², então f(3) = 3² = 9; (8/4)/2 = 2/2 = 1, mas 8/(4/2) = 8/2 = 4                                                                 |                                                                         |                      |
| f:X→Y                                                       | seta de função | de ... para                                                             | funções              |
| f:X→Y                                                       | f: X → Y significa: a função f mapeia o conjunto X no conjunto Y                                                                                      |                                                                         |                      |
| f:X→Y                                                       | Exemplo: Considere a função f: Z → N definida por f(x) = x²                                                                                           |                                                                         |                      |
| N                                                           | números naturais | N                                                                       | números              |
| N                                                           | N significa: {0,1,2,3,...} |                                                                         |                      |
| N                                                           | Exemplo: {\|a\| : a ∈ Z} = N |                                                                         |                      |
| Z                                                           | números inteiros | Z                                                                       | números              |
| Z                                                           | Z significa: {...,−3,−2,−1,0,1,2,3,...} |                                                                         |                      |
| Z                                                           | Exemplo: {a : \|a\| ∈ N} = Z |                                                                         |                      |
| Q                                                           | números racionais | Q                                                                       | números              |
| Q                                                           | Q significa: {p/q : p,q ∈ Z, q ≠ 0} |                                                                         |                      |
| Q                                                           | 3,14 ∈ Q; π ∉ Q |                                                                         |                      |
| R                                                           | números reais | R                                                                       | números              |
| R                                                           | R significa: {limn→∞ an : ∀ n ∈ N: an ∈ Q, o limite existe}                                                                                           |                                                                         |                      |
| R                                                           | π ∈ R; √(−1) ∉ R |                                                                         |                      |
| C                                                           | números complexos | C                                                                       | números              |
| C                                                           | C significa: {a + bi : a,b ∈ R, b ≠ 0} |                                                                         |                      |
| C                                                           | i = √(−1) ∈ C |                                                                         |                      |
| √                                                           | raiz quadrada | a raiz quadrada principal de; raiz quadrada                             | números reais        |
| √                                                           | √x significa: o número positivo, cujo quadrado é x |                                                                         |                      |
| √                                                           | Exemplo: √(x²) = \|x\| |                                                                         |                      |
| ∞                                                           | infinito | infinito                                                                | números              |
| ∞                                                           | ∞ é um elemento da linha numérica estendida que é maior que qualquer número real; ocorre com frequência em limites                                    |                                                                         |                      |
| ∞                                                           | Exemplo: limx→0 1/\|x\| = ∞ |                                                                         |                      |
| π                                                           | pi | pi                                                                      | geometria euclidiana |
| π                                                           | π significa: a razão entre a circunferência de um círculo e o seu diâmetro                                                                            |                                                                         |                      |
| π                                                           | Exemplo: A = πr² é a área de um círculo de raio r |                                                                         |                      |
| !                                                           | factorial | factorial                                                               | análise combinatória |
| !                                                           | n! é o produto 1×2×...×n |                                                                         |                      |
| !                                                           | Exemplo: 4! = 24 |                                                                         |                      |
| \|                                                          | valor absoluto | valor absoluto de; módulo de                                            | números              |
| \|                                                          | \|x\| significa: a distância no eixo dos reais (ou no plano complexo) entre x e zero                                                                  |                                                                         |                      |
| \|                                                          | Exemplo: \|''a'' + ''bi''\| = √(a² + b²) |                                                                         |                      |
| \|\|                                                        | norma | norma de; comprimento de                                                | análise funcional    |
| \|\|                                                        | \|\|x\|\| é a norma do elemento x de um espaço vectorial                                                                                              |                                                                         |                      |
| \|\|                                                        | Exemplo: \|\|''x''+''y''\|\| ≤ \|\|''x''\|\| + \|\|''y''\|\|                                                                                          |                                                                         |                      |
| ∑                                                           | somatório | soma em ... de ... até ... de                                           | aritmética           |
| ∑                                                           | ∑k=1n ak significa: a1 + a2 + ... + an |                                                                         |                      |
| ∑                                                           | Exemplo: ∑k=14 k² = 1² + 2² + 3² + 4² = 1 + 4 + 9 + 16 = 30                                                                                           |                                                                         |                      |
| ∏                                                           | produtório | produto em ... de ... até ... de                                        | aritmética           |
| ∏                                                           | ∏k=1n ak significa: a1a2·an |                                                                         |                      |
| ∏                                                           | Exemplo: ∏k=14 (k + 2) = (1 + 2)(2 + 2)(3 + 2)(4 + 2) = 3 × 4 × 5 × 6 = 360                                                                           |                                                                         |                      |
| ∫                                                           | integração | integral de ... até ... de ... em função de                             | cálculo              |
| ∫                                                           | ∫ab f(x) dx significa: a área entre o eixo dos x e o gráfico da função f entre x = a e x = b                                                          |                                                                         |                      |
| ∫                                                           | ∫0b x² dx = b³/3; ∫x² dx = x³/3+c |                                                                         |                      |
| f '                                                         | derivada | derivada de f; primitiva de f                                           | cálculo              |
| f '                                                         | f '(x) é a derivada da função f no ponto x, i.e. o declive da tangente nesse ponto                                                                    |                                                                         |                      |
| f '                                                         | exemplo: Se f(x) = x², então f '(x) = 2x |                                                                         |                      |
| ∇                                                           | nabla | rotacional de, gradiente de, divergente de                              | cálculo              |
| ∇                                                           | ∇f (x1, …, xn) é o vector das derivadas parciais (df / dx1, …, df / dxn)                                                                              |                                                                         |                      |
| ∇                                                           | Exemplo: Se f (x,y,z) = 3xy + z² então ∇f = (3y, 3x, 2z)                                                                                              |                                                                         |                      |